# Ulica Jarosława Dąbrowskiego w Prudniku
Ulica Jarosława Dąbrowskiego w Prudniku – ulica w Prudniku, w południowo-zachodniej części miasta.
Jedna z głównych ulic w Prudniku. Prowadzi na południowy zachód, w kierunku Chocimia, Dębowca, Wieszczyny i Pokrzywnej. Stanowi część drogi powiatowej nr 1616O w zarządzie Wydziału Drogownictwa Starostwa Powiatowego w Prudniku.

## Historia

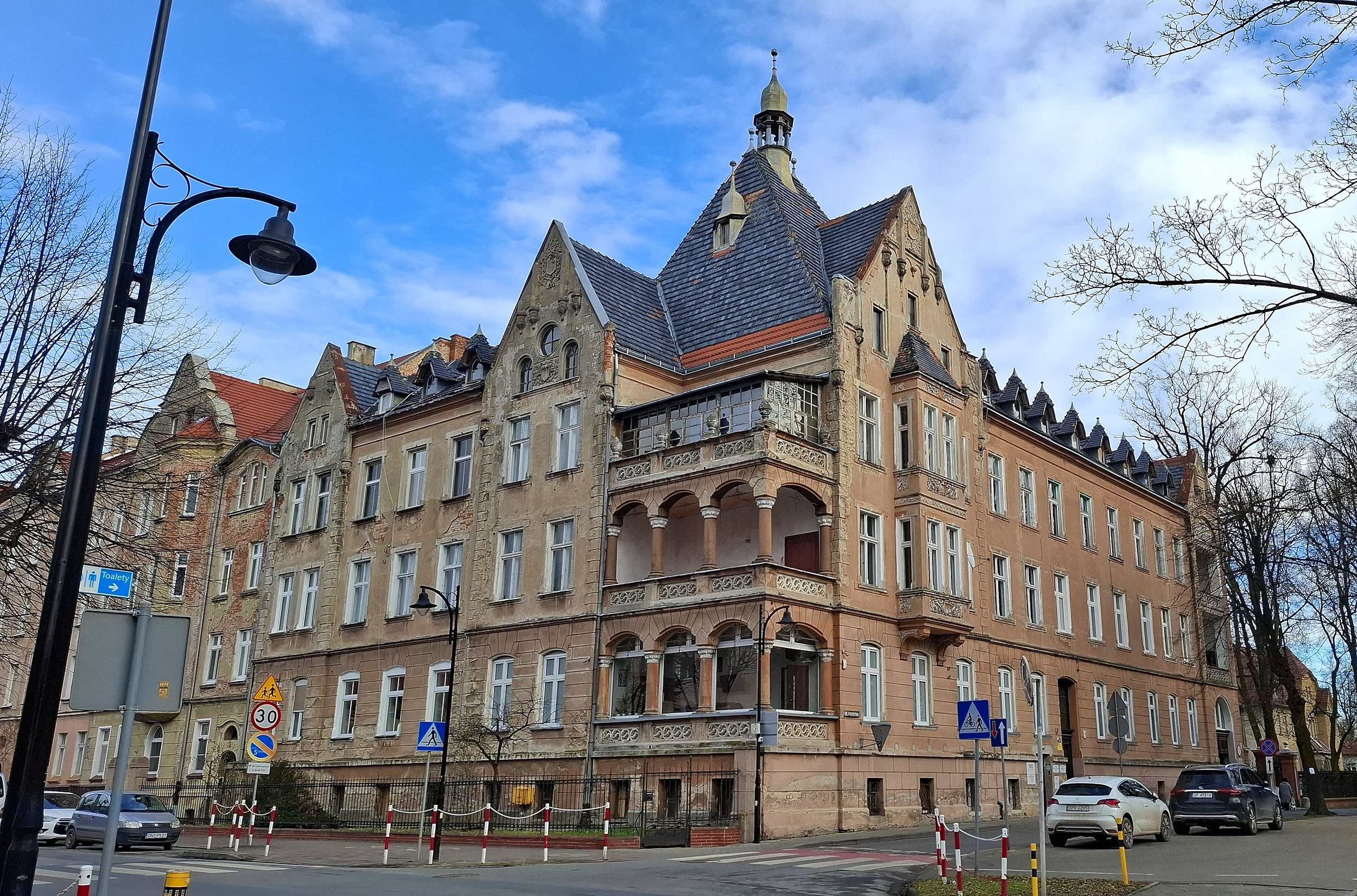
Kamienica Bodlaendera z początku XX wieku

Ulica została wytyczona na XIX i XX wieku na południe od ul. Kościuszki. Nosiła nazwę Hennersdorferstrasse (ul. Jindřichovska). Od strony wschodniej graniczyła z Parkiem Miejskim, a od zachodu z cmentarzem komunalnym. Władze miejskie przekazały położone przy ulicy działki budowlane pod budowę kamienic, w tym tzw. kamienica Bodlaendera. Powstał wówczas ciąg kamienic pod potrzeby mieszkaniowe lokalnych urzędników.

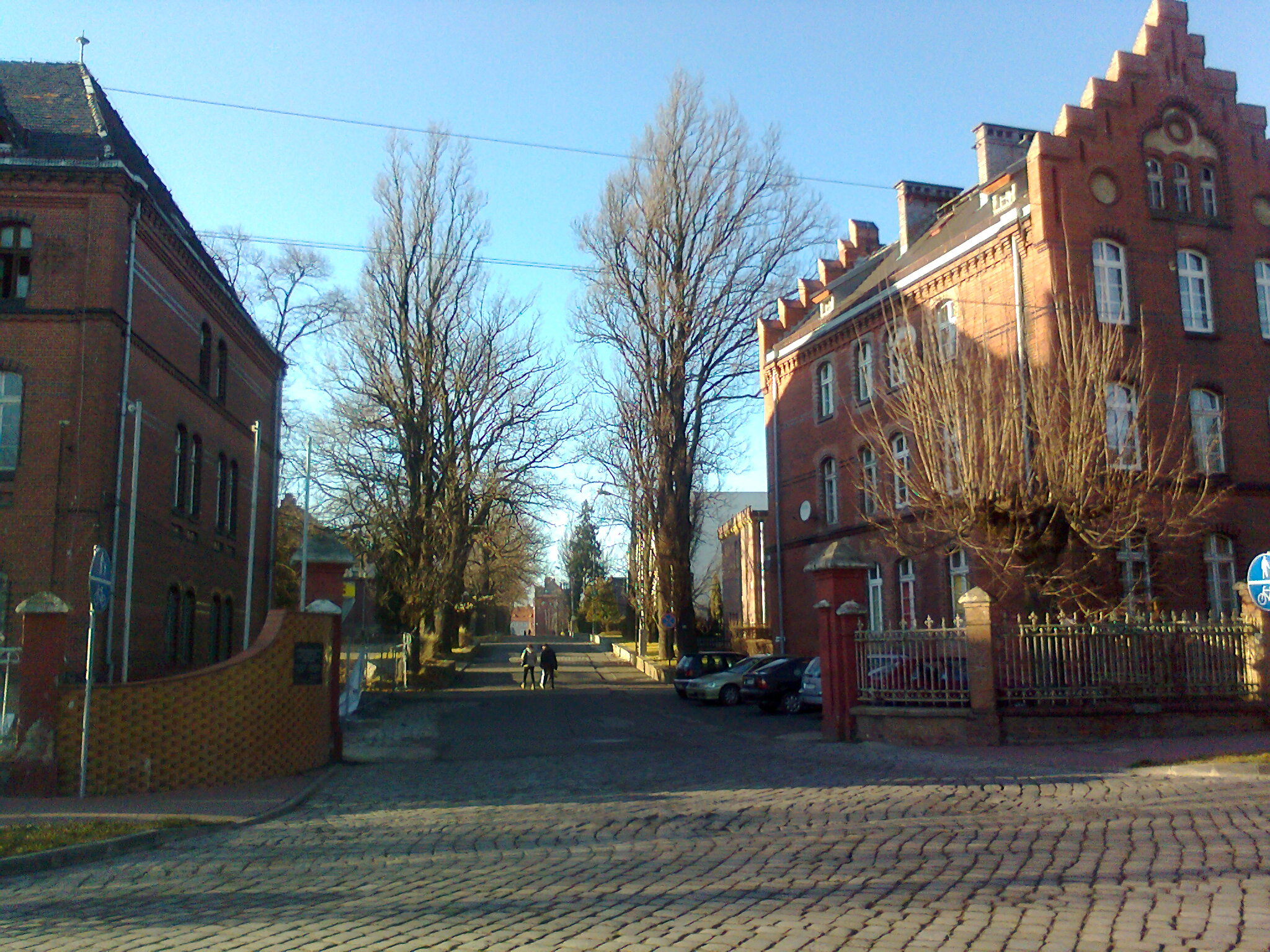
Dawna brama wjazdowa do koszar

W latach 1900–1903 trwała budowa koszar artylerii usytuowanych przy ulicy. W 1906 została wybrukowana. W tymże roku budowniczy miejski Schinol rozpoczął przy ulicy budowę piętrowej willi.
Przy skrzyżowaniu ulic Dąbrowskiego i Strzeleckiej został wzniesiony budynek zwany Domem Strzeleckim, w którym znajdowała się siedziba Towarzystwa Strzeleckiego. Do czasów współczesnych zachował się fragment wałów strzelnicy na skrzyżowaniu ulic. Na terenie należącym do miasta powstało boisko sportowe, utworzone przez Stowarzyszenie Gier Trawiastych. W 1923 na rogu ulic Dąbrowskiego i Parkowej ustawiono kamień pamiątkowy poświęcony żołnierzom miejscowego pułku artylerii, którzy polegli w I wojnie światowej.
W okresie nazizmu ulica została przemianowana na Adolf-Hitler-Strasse (ul. Adolfa Hitlera). Podczas walk o Prudnik w marcu 1945 zniszczony został Dom Strzelecki, który służył jako jeden z punktów obrony miasta przed wojskami radzieckimi, obsadzony przez lokalny Volkssturm.

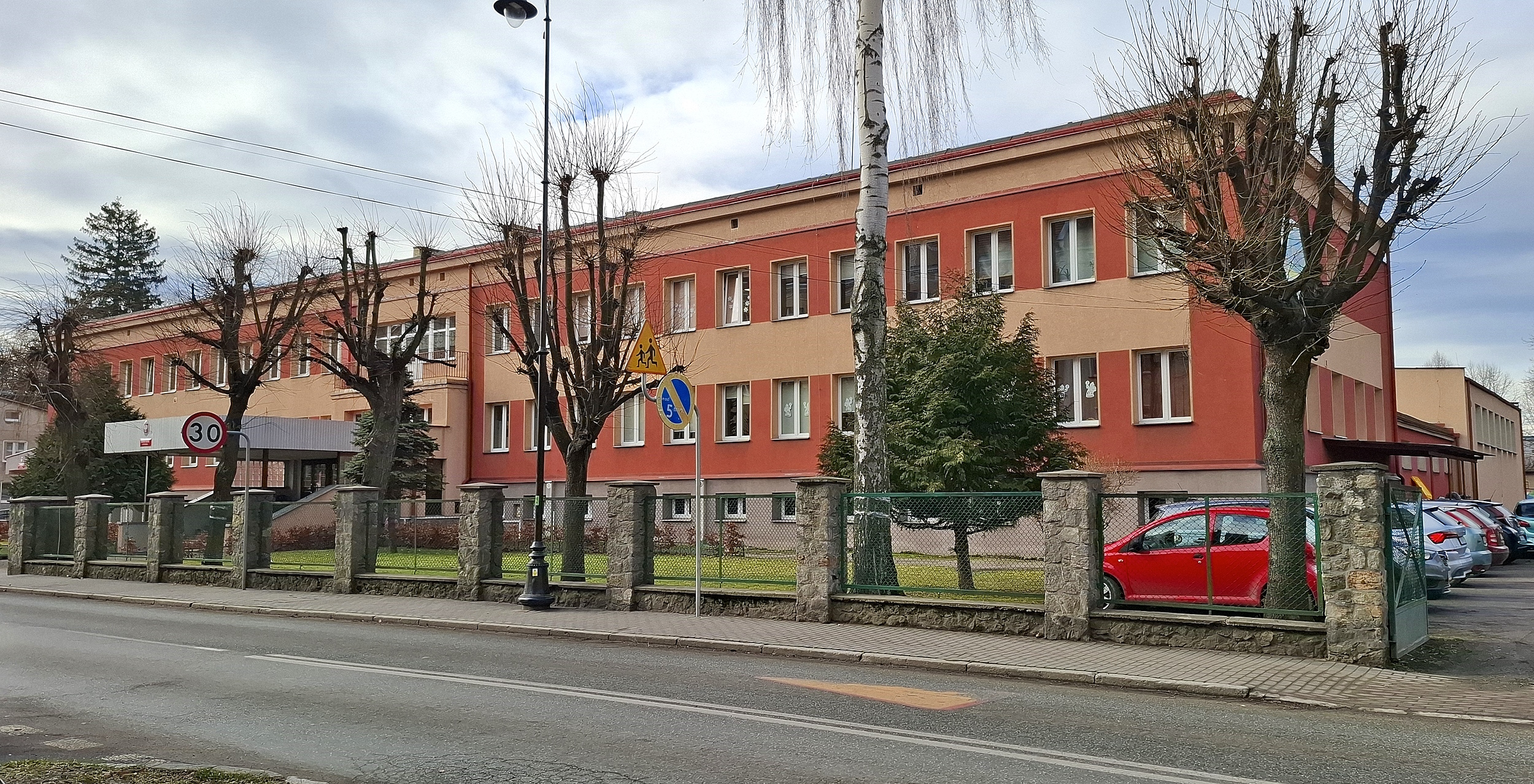
Szkoła Podstawowa nr 4

W 1945, po przejęciu Prudnika przez administrację polską, ulica otrzymała nazwę Jarosława Dąbrowskiego. W koszarach przy ulicy stacjonowała Armia Czerwona. Budynki koszar zostały stopniowo przejęte przez wojsko polskie. W listopadzie 1959 zakończono budowę Szkoły Podstawowej nr 4 przy ulicy. W latach 1964–1974 na wschód od ul. Dąbrowskiego powstało osiedle Nowotki (od 1990 osiedle Wyszyńskiego). W 1965 uzupełniono luki w zabudowie ulicy.

## Obiekty

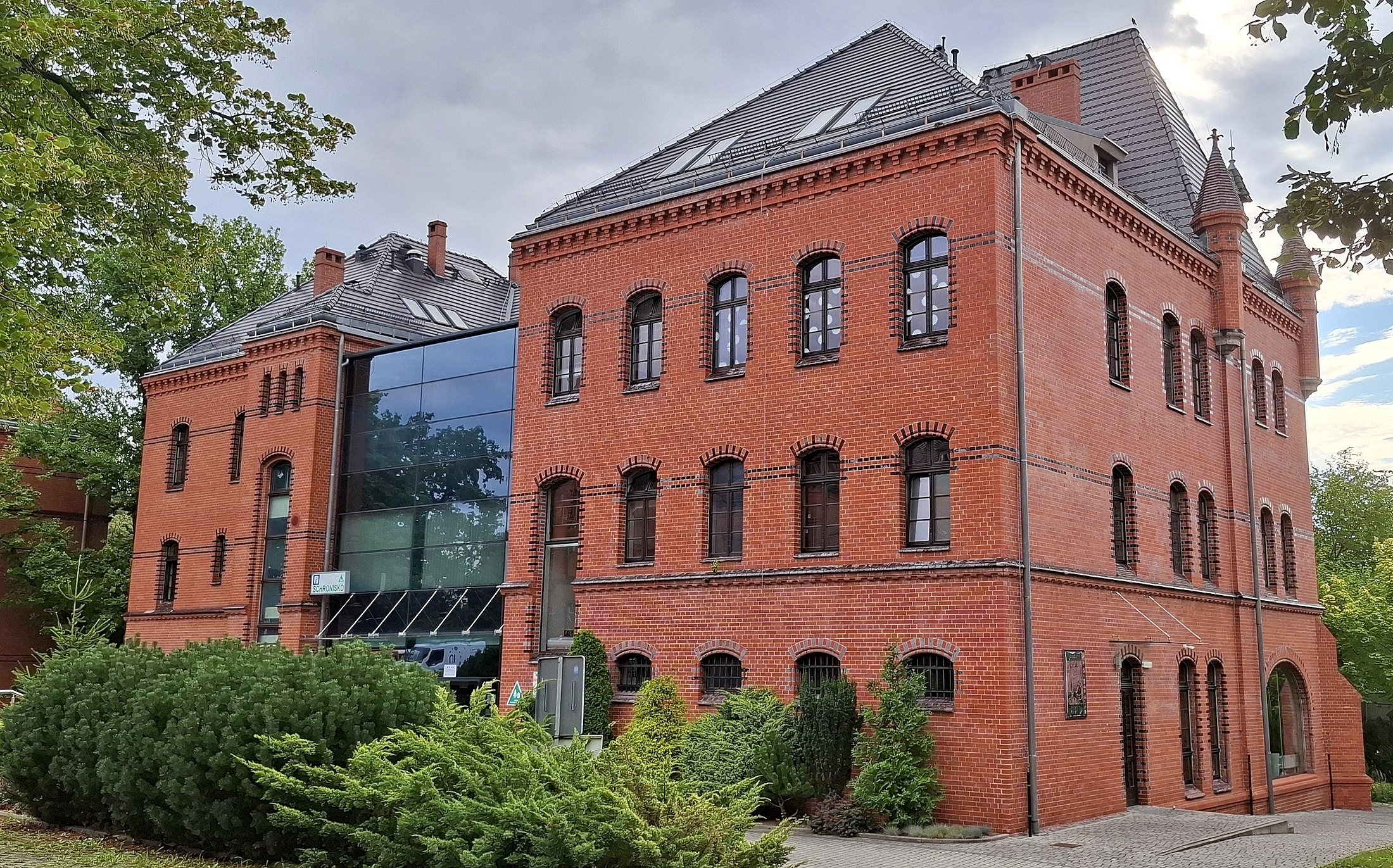
Schronisko „Dąbrówka”

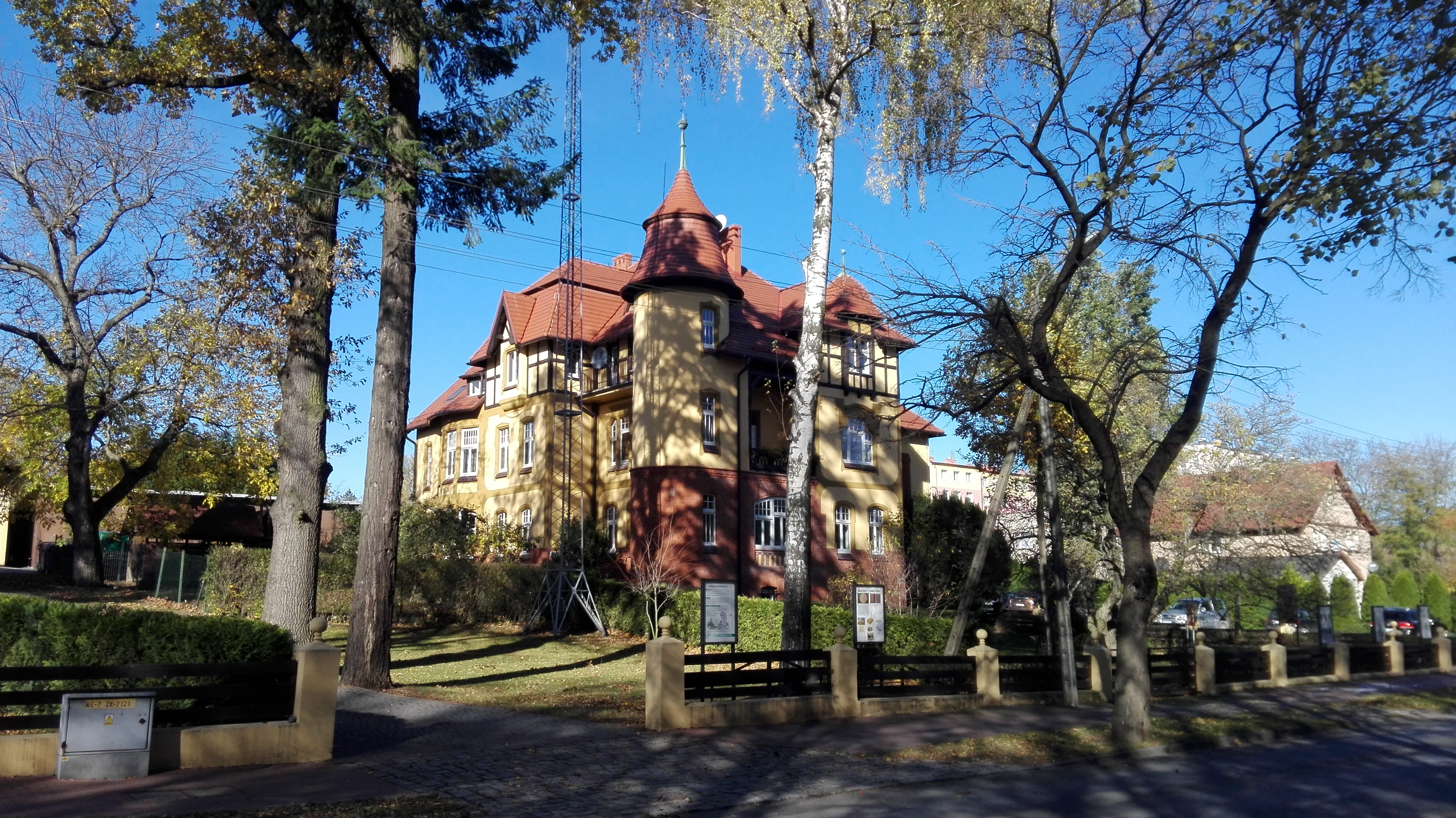
Willa, Nadleśnictwo Prudnik

- nr 2 – Publiczna Szkoła Podstawowa nr 4 im. Marii Konopnickiej[18], wzniesiona w 1959[15].
- nr 26 – Szkolne Schronisko Młodzieżowe „Dąbrówka”, założone w 2011. Dawny budynek sztabowy 45 Batalionu Wojsk Ochrony Pogranicza.
- nr 34 – eklektyczna willa, siedziba nadleśnictwa Prudnik. Budynek wzniósł w 1906 architekt miejski Schinol. Miał służyć za miejsce spotkań loży masońskiej[19].
- Park Miejski
- Park Przy Świętym Źródle

Według stanu na 2024 do gminnej ewidencji zabytków były wpisane 22 obiekty położone przy ul. Dąbrowskiego: 19 domów (pod numerami: 1, 3, 4, 5, 6, 7, 8, 9, 10, 11, 12, 13, 14, 16, 18, 20, 22, 32, 36), nadleśnictwo (pod numerem 34), garaże (przy domu nr 34), zespół koszar.

## Upamiętnienia
- Pomnik Poległych Patriotów[21] u zbiegu ulic Parkowej i Dąbrowskiego, powstały w 1961 w miejscu pomnika żołnierzy 57 Pułku Artylerii Polowej, zniszczonego po II wojnie światowej[2]. Na tablicy zamieszczono nazwiska zabitych członków Związku Polaków w Niemczech[22] mieszkających w okolicy Prudnika, którzy polegli w III powstaniu śląskim lub zostali zamordowani w obozach koncentracyjnych[23].
- „Dąb papieski”, czyli dąb z sadzonki pochodzącej z żołędzia poświęconego przez papieża. Posadzony przy siedzibie Nadleśnictwa Prudnik[24].
- Trójjęzyczna tablica pamiątkowa garnizonu Prudnik przy bramie wjazdowej do dawnych koszar przy skrzyżowaniu ulic Legionów i Dąbrowskiego. Upamiętnia żołnierzy i pracowników cywilnych różnych narodowości, którzy w latach 1904–1994 służyli bądź pracowali w koszarach Prudniku. Inskrypcja głosi w językach polskim, niemieckim i czeskim: „Żołnierzom wszystkich formacji wojskowych, byłym pracownikom cywilnym, którzy w tych murach w latach 1904–1994 spędzili swoją młodość”[25]. Tablica została odsłonięta 19 maja 2007[26].

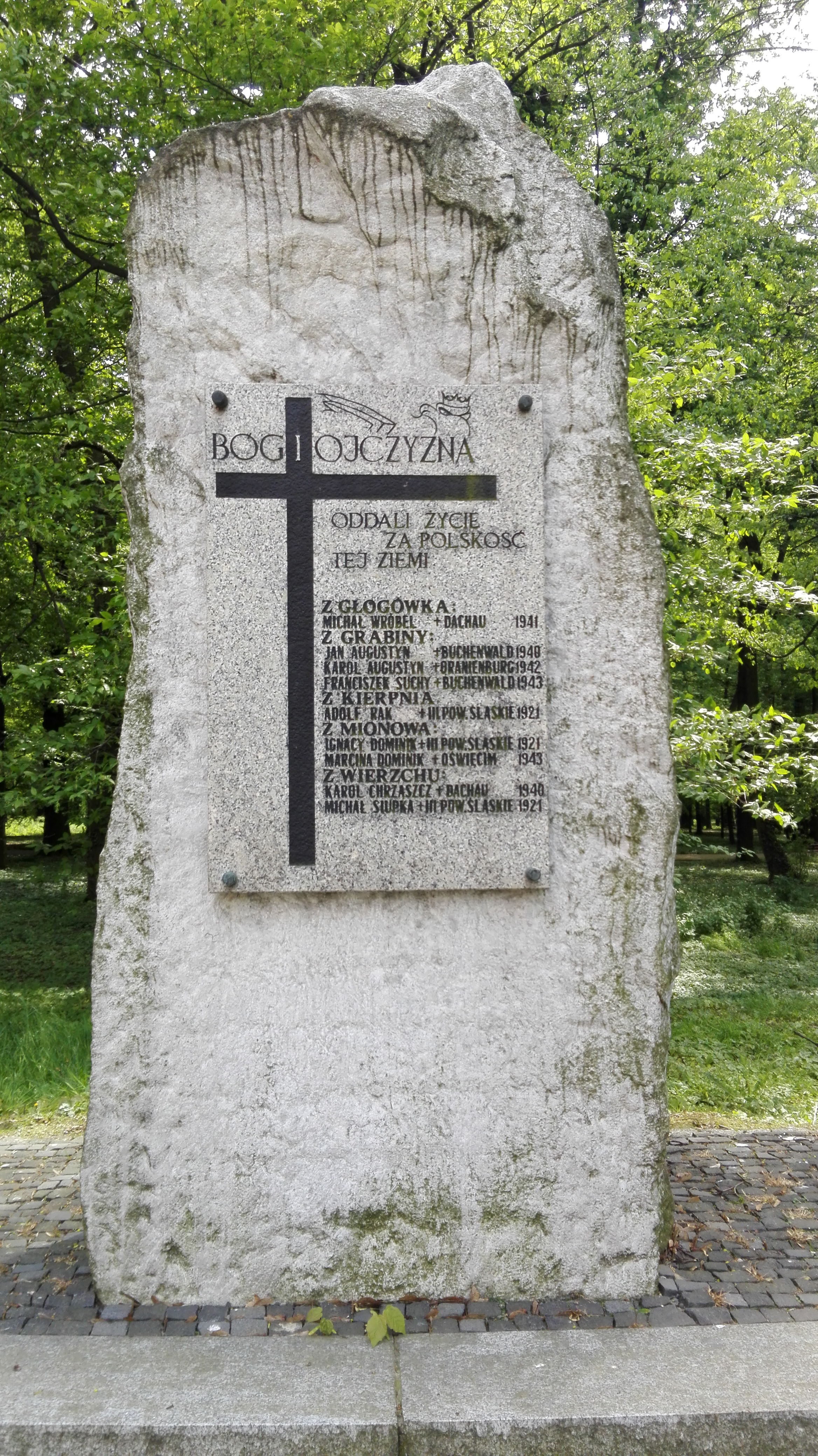
Pomnik Poległych Patriotów
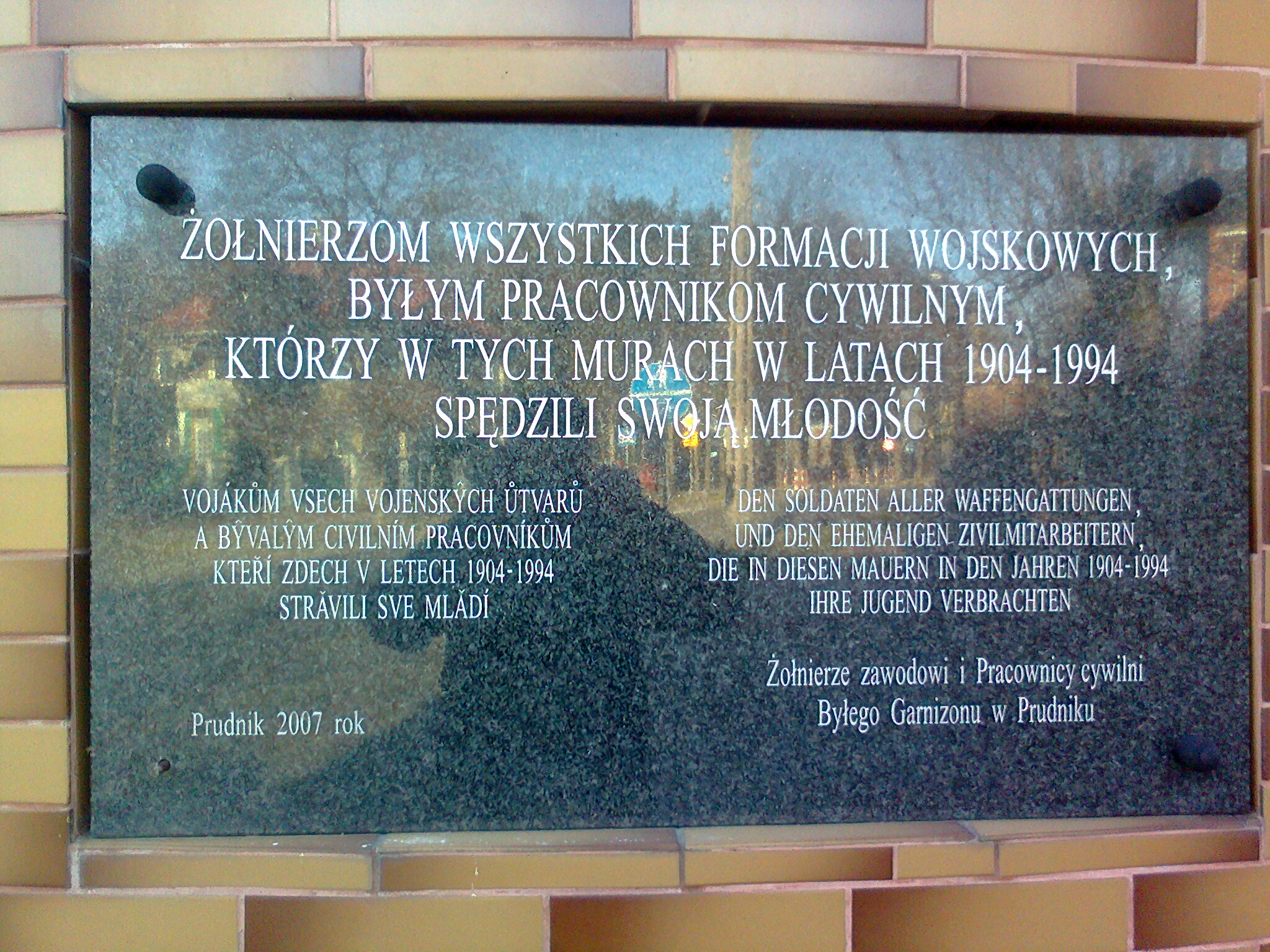
Tablica pamiątkowa garnizonu Prudnik